# Sergiu Cărăușu
Sergiu Cărăușu (n. 15 februarie 1907, comuna Ișnovăț, Orhei – d. 1997) a fost un zoolog, hidrobiolog și ihtiolog român de reputație europeană, de origine basarabeană. A fondat împreună cu profesorul Ioan Borcea școala hidrobiologică de la Universitatea din Iași.  A fost director al Stațiunii Marine de la Agigea în perioada 1953-1960. A publicat primul Tratat de ihtiologie (1952) din România, unanim apreciat în țară și peste hotare pentru valoarea sa științifică. A studiat crustaceelor gamaride de origine sarmatică. A scris studii dedicate vieții și operei marilor biologi Emil Racoviță, Ioan Borcea și Grigore Antipa.